# Hrane bonde
Hrane eller Rane bonde omtalas i Hrólfs saga kraka (“Rolf krakes saga”). När kung Rolf med hundra man samt tolv kämpar och tolv bärsärkar begav sig på väg till kung Adils i Uppsala för att hämta ut sitt fadersarv, mötte han på färden en enögd bonde som bjöd honom att gästa sin gård. “Har du råd med det?”, frågade kungen. “Vi är inte så få i följe. Det blir inte lätt för småfolk att härbärgera oss.” Bonden svarade att det inte var första gången som han hade gästats av stora följen. Då kungen frågade vem han var, sade han sig heta Hrane bonde (isländska: Hrani bóndi).
Kung Rolf och hans män blev väl undfägnade med både mat och dryck. Hrane visade sig därtill vara så vis, att ingen fråga kunde ställas till honom utan att han visste svaret. Men om natten vaknade alla vid en så skarp köld, att tänderna skallrade i munnen på dem, och ingen utom kung Rolf och hans bärsärkar kunde stå ut med det, utan alla gick upp och hämtade mer kläder att sätta på sig. På morgonen sade Hrane att han nog visste att folket hade funnit det en smula svalt i huset, men att värre prövningar väntade dem hos kung Adils. Han föreslog därför att kungen sände hem halva styrkan – de som visade sig ha varit svagast – ty det var ändå inte genom övermakt som han kunde vinna över Adils. Det tyckte kungen var ett gott råd. Han skickade hem halva styrkan och fortsatte sin färd.
Då de hade färdats hela dagen kom de åter till Hranes gård, vilket de fann märkligt. Hrane undfägnade dem väl, men denna natt plågades de av en fruktansvärd törst. På bondens inrådan stannade de ännu en natt för att vila hästarna, men denna gång blev det så olidligt hett i huset att endast kungen själv och hans bärsärkar kunde uthärda värmen. Nästa morgon föreslog Hrane att kungen sände hem resten av manskapet till Danmark och endast behöll de kämpar som hade klarat prövningarna. Också detta tyckte kungen var en god idé.
Källorna är oense om hur det sedan gick för kung Rolf i Uppsala. Klart är att han och hans bärsärkar utsattes för – och övervann – de prövningar som Hrane bonde hade förebådat. På olika sätt – enligt olika källor – lyckades Rolf roffa åt sig Adils guld, vilket han dock under flykten tvingades lämna ifrån sig och sprida ut över Fyrisvallarna. (Se Krakes sådd.) Enligt Hrólfs saga kraka lyckades Rolf dock behålla den viktigaste klenoden, nämligen ringen Sveagris. Sagan uppger också att sveakungen Adils blev gruvligt förnedrad och att kung Rolfs ära förmerades genom denna färd.
På hemresan till Danmark kom de åter till Hranes gård. Hrane tog nu fram dyrbara vapen, ett svärd, en sköld och en brynja, som han önskade skänka till kungen; men denne ville inte ta emot dem, eftersom han inte ville “tigga vapen av en bonde”. Men nu blev Hrane vred. “Inte är du alltid så vis som du tror”, sade han, och kung Rolf fick ge sig av trots att natten redan var mörk.
Då de hade kommit en bit på väg insåg Bödvar Bjarke (en av kungens bärsärkar), att de nu hade betett sig oklokt. Den enögde bonde som de hade retat upp kunde inte ha varit någon annan än Oden själv. De vände därför genast om för att ställa saker till rätta, men nu var gården borta och ingenstans kunde de finna Hrane bonde.
Att Rolf krake hade gjort sig till ovän med Oden ansågs förebåda kungens olycka, och han stupade inte långt därefter då hans kungsgård i  Lejre blev överfallen.

## Namnet
Namnet Hrane (Hrani) förekommer på flera ställen i den fornisländska litteraturen. Namnets betydelse är “rå, barsk, okultiverad person”. Hjalmar Falk nämner det som Odensheite, men namnet saknas bland Odensnamnen i tulorna.